# La guerra del fracking
Pour plus de détails, voir Fiche technique et Distribution.
La guerra del fracking est un film documentaire argentin réalisé par  Fernando Solanas, sorti en 2013.

## Synopsis
Le documentaire s'intéresse au gisement de Vaca Muerta dans la province de Neuquén et aux conséquences de la technique de fracturation hydraulique pour exploiter des gisements d'hydrocarbures.

## Fiche technique
- Titre français : La guerra del fracking
- Réalisation et scénario : Fernando Solanas
- Photographie : Fernando Solanas et Nicolas Sulcic
- Son : Santiago Rodriguez
- Musique : Mauro Lázaro
- Pays d'origine : Argentine
- Format : Couleurs - 35 mm
- Genre : documentaire
- Durée : 85 minutes
- Date de sortie :
  - Argentine : 10 octobre 2013